# SNCF Voyages Italia
SNCF Voyages Italia Srl (SVI), già "Società Viaggiatori Italia", è un'impresa ferroviaria, filiale di SNCF Voyageurs, che opera nel campo dei servizi passeggeri internazionali tra Italia e Francia.

## Settori di attività

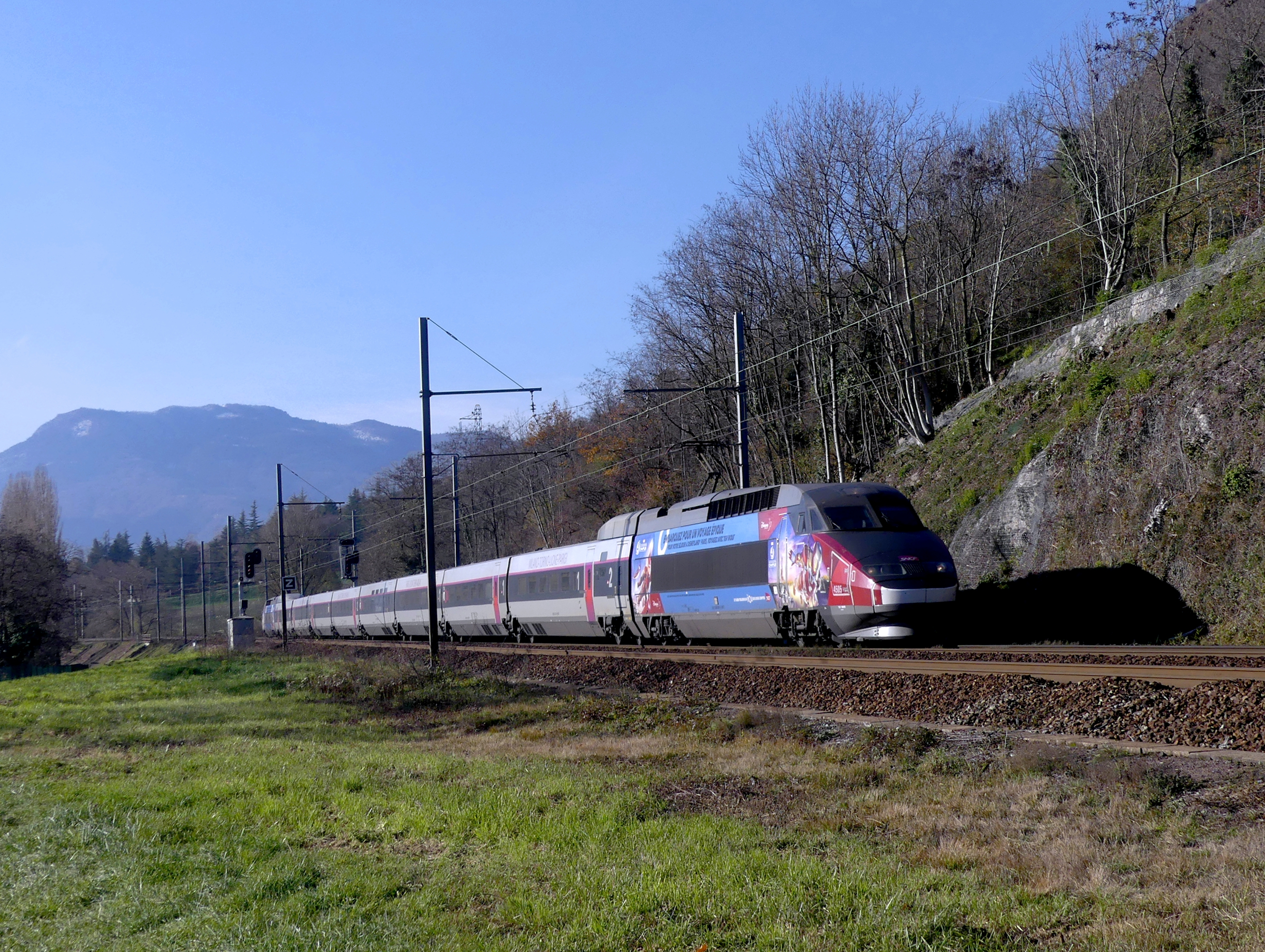
Treno TGV inOui di SNCF Voyages Italia in livrea Disneyland Paris

L'impresa opera come operatore ferroviario sul territorio sia francese che italiano, svolgendo altresì servizi commerciali per conto della società francese SNCF.
Fra le partnership stipulate figurano quella con Nuovo Trasporto Viaggiatori, società partecipata dalle stesse SNCF, per la vendita di titoli di viaggio congiunti, e quella con GTT per la vendita di biglietti nell'area di Torino.

## Storia
Nel contesto storico precedente alla liberalizzazione dei servizi ferroviari internazionali, l'assetto dei collegamenti passeggeri lungo l'asse del Frejus era stato definito nel 1996 con un accordo fra FS e SNCF che prevedeva la commercializzazione congiunta di tali servizi da parte di un Gruppo Europeo di Interesse Economico (GEIE) denominato Artesia. In luogo del materiale ordinario tradizionalmente utilizzato era invalso l'uso di una flotta mista di elettrotreni politensione costituita da cinque TGV francesi e da tre ETR 460 "Pendolino" italiani attrezzati per tali servizi.
L'affacciarsi sul mercato di soggetti privati potenzialmente concorrenti e soprattutto la possibilità da parte dei singoli operatori nazionali storici di effettuare i servizi in regime di autoproduzione e concorrenza spinse sia SNCF che Trenitalia, nel frattempo subentrata alle FS, ad attuare una differente politica di alleanze, preludio allo svolgimento in proprio di alcuni servizi.
Dopo l'attrezzaggio del parco veicoli francese per la circolazione sulla rete italiana, con l'installazione del Sistema Controllo Marcia Treno (SCMT), nel dicembre 2011 i servizi viaggiatori internazionali sulla linea del Frejus furono presi formalmente in carico dalla nuova Società Viaggiatori Italia.
Dall'11 dicembre di tale anno l'orario venne dunque rimodulato; ad oggi è strutturato con quattro coppie di TGV in servizio tra Paris Gare de Lyon e Milano Porta Garibaldi. Nello scalo milanese fu allestita un'apposita biglietteria tra i binari 11 e 12, poi chiusa; i biglietti sono ora acquistabili solo sul sito internet e vi è personale di macchina e viaggiante in Italia alle dipendenze di SVI. L'attrezzaggio con i sistemi di sicurezza italiani dei treni francesi e la scarsa affidabilità mostrata dagli ETR 460 aveva precedentemente comportato una diminuzione complessiva dell'offerta e, fra il 2009 e il 2011, la parziale indisponibilità degli stessi TGV, con il ritorno di alcuni servizi al materiale ordinario. I complessi TGV sono entrati in servizio inizialmente con delle limitazioni relative agli itinerari deviati a 100 km/h, poi rimosse a seguito dell'implementazione modifiche sugli stessi.

## Dati societari
SVI è in possesso della licenza di impresa ferroviaria merci numero 60, rilasciata il 21 dicembre 2009; il Certificato di Sicurezza per operare su rete RFI (parte a) è stato rilasciato dall'Agenzia Nazionale per la Sicurezza delle Ferrovie il 26 ottobre 2011.
Per l'espletamento dei servizi Milano-Parigi viene utilizzato il sottogruppo composto dai 6 convogli TGV Réseau PLT numerati 4501-4506, appositamente attrezzati per l'esercizio sulla rete italiana con l'installazione del sistema SCMT (ma non del sistema ERTMS, caratteristica che non li rende in grado di percorrere la linea ad alta velocità Torino-Milano, cosa che invece possono fare i Frecciarossa 1000 di Trenitalia France, società che dal 2021 offre un servizio concorrente tra il capoluogo lombardo, con capolinea a Milano Centrale, e la capitale francese), e prossimamente con il nuovo TGV M a due piani, che percorrerà la stessa linea ad alta velocità Torino-Milano. Nel periodo di fermo per attrezzaggio con tale sistema di sicurezza, tali composizioni videro la contestuale ristrutturazione degli interni in accordo col progetto firmato Lacroix. Occasionalmente, per soccorso in linea o altre esigenze, vengono impiegate locomotive BB 36000 noleggiate da Captrain Italia.